# 大野信忠
大野 信忠（おおの のぶただ） は、日本の材料力学者。学位は、工学博士（名古屋大学・1979年）。名古屋大学名誉教授。日本機械学会第92期副会長。

## 人物・経歴
1973年名古屋大学工学部機械学科卒業。1975年03月名古屋大学大学院工学研究科機械工学専攻修士課程修了。1977年日本機械学会論文賞。1978年名古屋大学大学院工学研究科博士課程後期課程機械工学専攻単位取得退学、名古屋大学工学部助手。1979年名古屋大学より工学博士の学位を取得。
1982年ハーバード大学応用科学部客員研究員。1983年豊橋技術科学大学工学部講師。1984年豊橋技術科学大学工学部助教授。
1988年名古屋大学工学部助教授。1991年日本機械学会論文賞。
1994年名古屋大学工学部教授。1997年名古屋大学大学院工学研究科教授。
1998年日本材料学会 論文賞。2001年ICES K. Washizu Medal。2002年機械学会材料力学部門長。2004年日本機械学会論文賞、日本機械学会材料力学部門 業績賞。2005年日本材料学会学術貢献賞。
2006年京都大学大学院エネルギー科学研究科客員教授、日本材料学会東海支部支部長、日本機械学会計算力学部門業績賞。
2008年日本機械学会計算力学部門長。
2009年Khan International Award。2010年JACM Award for Computational Mechanics、日本機械学会計算力学部門功績賞。2013年日本機械学会功績賞。
2014年日本機械学会第92期副会長。2016年名古屋大学名誉教授。日本学術会議連携会員。